# Fannie Ward
Fannie Ward, all'anagrafe Fannie Buchanan (St. Louis, 22 febbraio 1871 – New York, 27 gennaio 1952), è stata un'attrice statunitense.
Celebre star del teatro leggero di Broadway e del vaudeville, viene ricordata soprattutto per il ruolo ricoperto ne I prevaricatori (1915) di Cecil B. DeMille, film che all'epoca creò molta sensazione alla sua uscita nelle sale per il crudo realismo di alcune scene a forte connotazione sessuale.

## Biografia

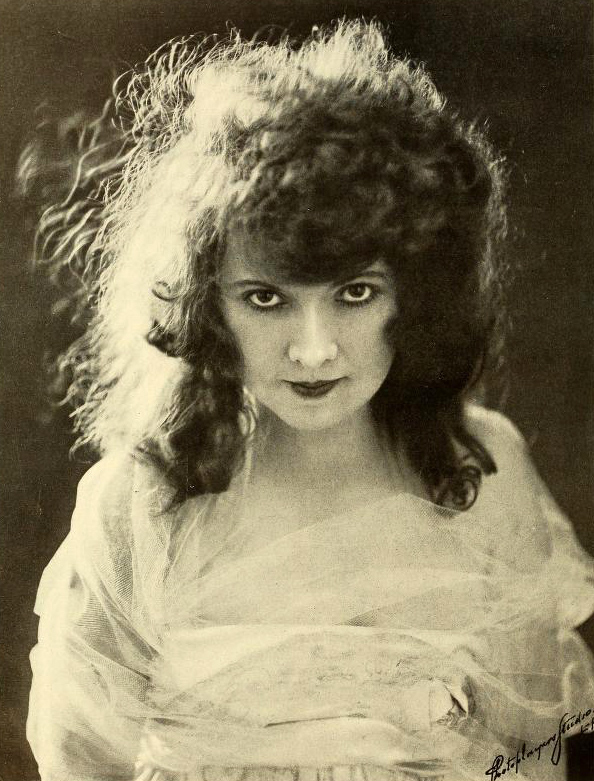
Fannie Ward nel 1917

Fannie Ward nacque a St. Louis: i suoi genitori Eliza e John Buchanan, ebbero anche un altro figlio, Benton. Nel 1890, Fannie fece il suo esordio teatrale in Pippino, dove recitava a fianco di Eddie Foy. Ben presto, diventò una stella dei palcoscenici di Broadway. Nel 1894, recitò anche a Londra in The Shop Girl: la sua interpretazione venne paragonata favorevolmente a quella di Maude Adams. Nel 1898, Fannie si sposò con un ricco commerciante di diamanti, Joe "Diamond Joe" Lewis, ritirandosi dal palcoscenico. Dal matrimonio, nacque un figlio. Fannie ritornò a recitare solo nel 1905 dopo una serie di rovesci finanziari del marito che la indussero a riprendere la carriera di attrice. Divorziò da Lewis il 14 gennaio 1913.
Nel 1915, Cecil B. DeMille la convinse a partecipare a un film dove aveva come partner l'attore giapponese Sessue Hayakawa: I prevaricatori affrontava il tema dei rapporti interrazziali con una vena molto accentuata di sensualità. Una signora della buona società si trova a dover affrontare la brutalità di un amante respinto cui si era promessa per denaro. Il film ebbe un grande successo e lanciò le carriere di DeMille e di Hayakawa che diventò la prima star asiatica di Hollywood.
Ne beneficiò anche la carriera dell'attrice. Soprannominata The Youth Girl, Fannie Ward - che era ben oltre i quarant'anni - continuò a recitare in ruoli che proponevano personaggi più giovani di venti e anche trent'anni. Fu interprete di ventisei film, spesso in coppia con il marito, l'attore Jack Dean con il quale restò sposata fino alla morte di lui, il 23 giugno 1950. L'attrice si ritirò dagli schermi nel 1920, aprendo un salone di bellezza a Parigi dal nome La fontana della giovinezza (The Fountain of Youth).
Morì il 27 gennaio 1952 a New York a causa di un ictus.

## Filmografia

### Attrice

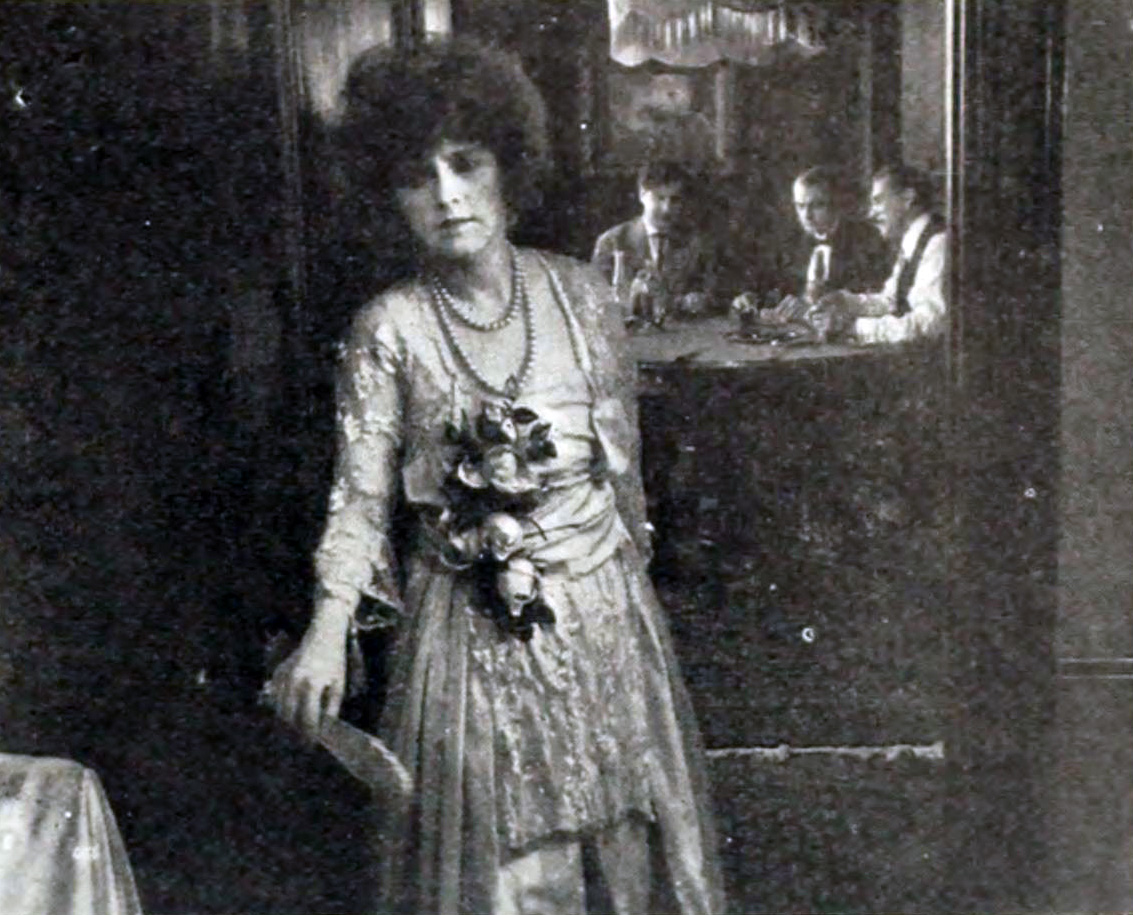
A Gutter Magdalene (1916)

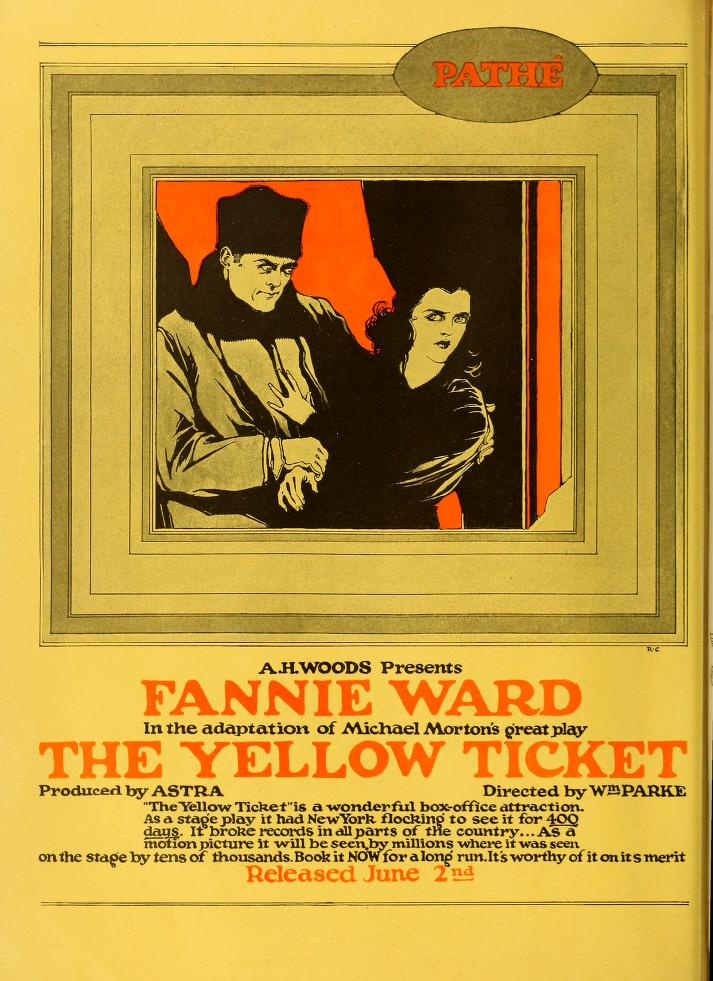
The Yellow Ticket, 1918

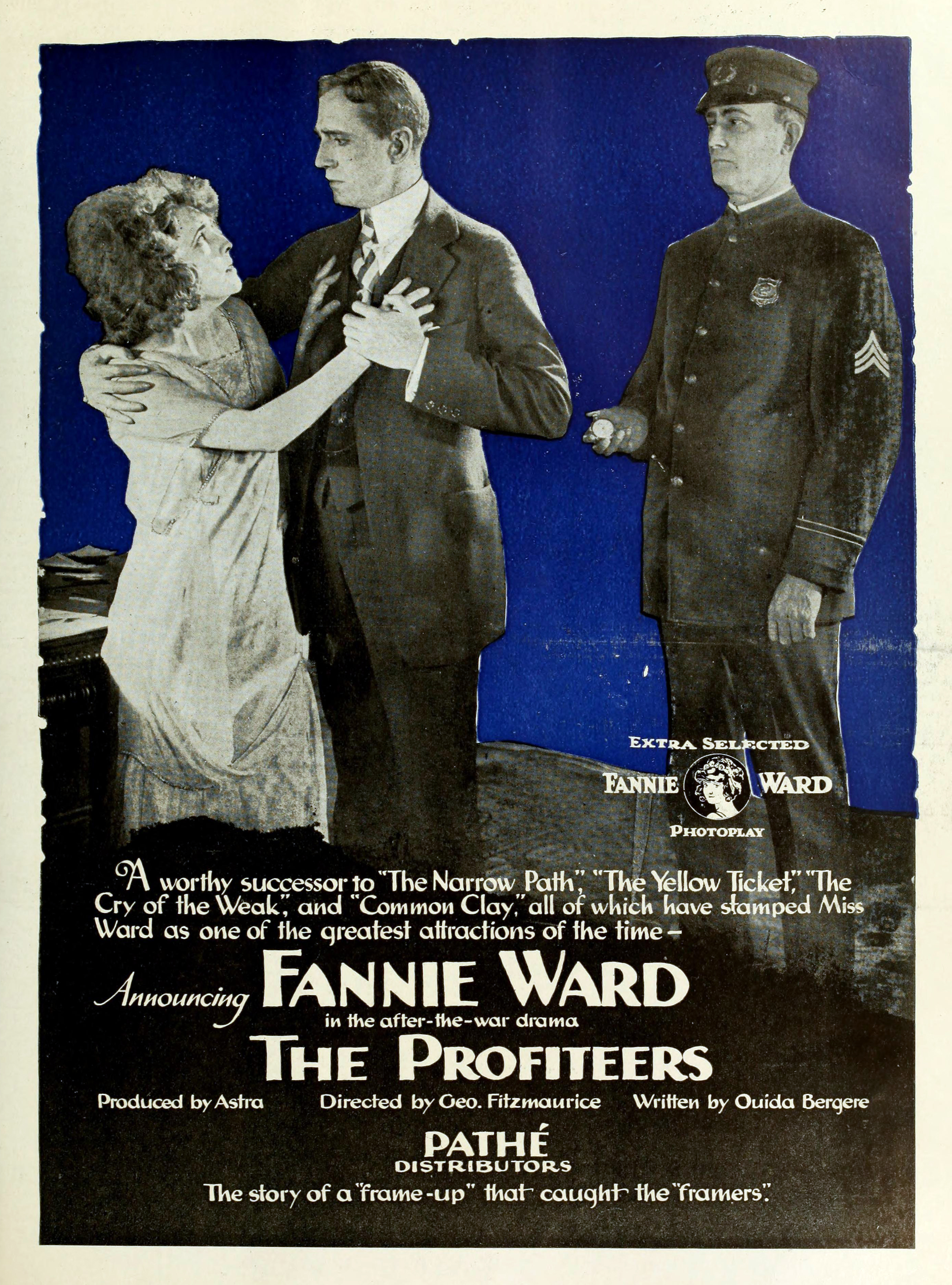
The Profiteers, 1919

La filmografia - basata su IMDb - è completa. Quando manca il nome del regista, questo non viene riportato nei titoli
- The Marriage of Kitty, regia di George Melford (1915)
- I prevaricatori (The Cheat), regia di Cecil B. DeMille (non accreditato) (1915)
- Tennessee's Pardner, regia di George Melford (1916)
- For the Defense, regia di Frank Reicher (1916)
- A Gutter Magdalene, regia di George Melford (1916)
- Each Pearl a Tear, regia di George Melford (1916)
- Witchcraft, regia di Frank Reicher (1916)
- The Years of the Locust, regia di George Melford (1916)
- Betty to the Rescue, regia di Frank Reicher (1917)
- The Winning of Sally Temple, regia di George Melford (1917)
- A School for Husbands, regia di George Melford (1917)
- Unconquered, regia di Frank Reicher (1917)
- Her Strange Wedding, regia di George Melford (1917)
- The Crystal Gazer, regia di George Melford (1917)
- On the Level, regia di George Melford (1917)
- Innocent, regia di George Fitzmaurice (1918)
- The Yellow Ticket, regia di William Parke (1918)
- A Japanese Nightingale, regia di George Fitzmaurice (1918)
- The Narrow Path, regia di George Fitzmaurice (1918)
- The Only Way (1919)
- Common Clay, regia di George Fitzmaurice (1919)
- The Cry of the Weak, regia di George Fitzmaurice (1919)
- The Profiteers, regia di George Fitzmaurice (1919)
- Our Better Selves, regia di George Fitzmaurice (1919)
- Il segreto del Lone Star (Le Secret du Lone Star), regia di Jacques de Baroncelli (1920)
- La Rafale, regia di Jacques de Baroncelli (1921)

### Film e documentari dove appare Fannie Ward
- Fannie Ward, regia di Lee De Forest (1923)
- The Miracle Woman (1929)
- Le dee dell'amore, documentario di Saul J. Turell (1965)
- Trick of the Light episodio tv di Hollywood (1980)

## Spettacoli teatrali
- A Marriage of Reason (Broadway, 1º aprile 1907-aprile 1907)
- The New Lady Bantock (Broadway, 8 febbraio 1909-marzo 1909)
- Madam President (Broadway, 15 settembre 1915-gennaio 1914)